# 鞍岡神社

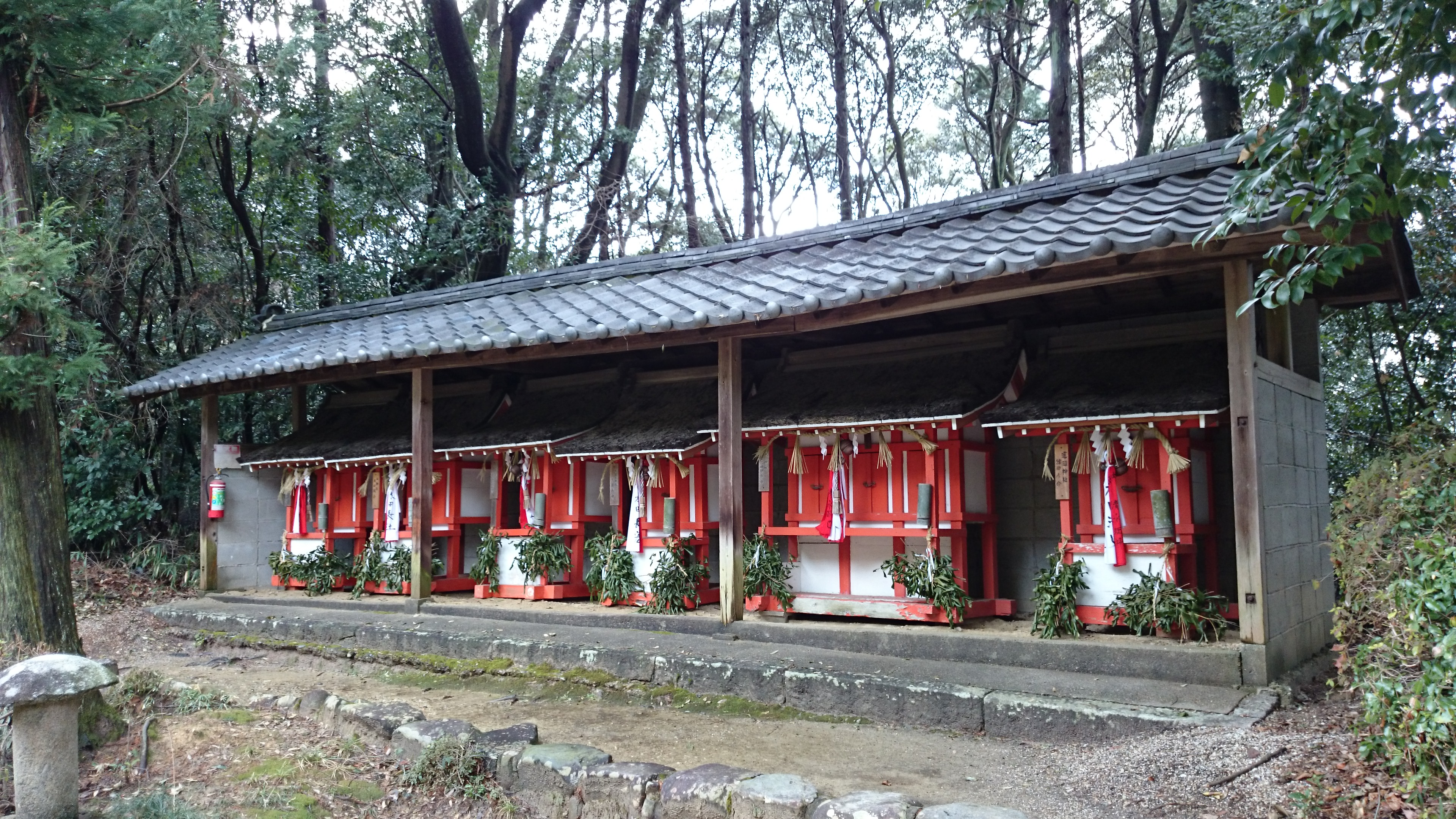
鞍岡神社末社（京都府相楽郡精華町）

鞍岡神社（くらおかじんじゃ）は、京都府相楽郡精華町にある神社。

## 祭神
- 菅原道眞[1]

## 歴史
寛弘5年(1008年)8月25日京都北野神社から勧請したと伝えられている。
元和3年(1617年)の古文書によると「下狛村天神社」と記されており、近世後期に作成された下狛村明細帳によると「鞍岡山天満宮」と記されている。1883年(明治16年)4月に鞍岡神社と改称された。

## 境内
社殿は安永2年(1773年)に建築されたものである。これは明和5年(1768年)に出火し、建物のすべてが消失した。その5年後に消失前と同じ様式の社殿を再建されたものであり、約250年以上経過した文化遺産である。

## 摂末社
- 地主神社：伊邪那岐命 (いざなぎのみこと)
- 白大夫神社：度会春彦命 (わたらいはるひこのみこと)
- 老松神社：老松命 (おいまつのみこと)
- 西宮神社：事代主命 (ことしろぬしのみこと)
- 狭夜姫神社：狭夜姫命 (さよりひめのみこと)
- 道祖神社：猿田彦命 (さるたひこのみこと)
- 風神社：志那都彦命 (しなつひこのみこと)
- 大国主神社：大国主命 (おおくにぬしのみこと)
- 稲荷神社： 倉稲魂命 (うかのみたまのみこと)
- 山神社：大山祈命 (おおやまつみのみこと)
- 祈雨神社：美都波之売命 (みつはのめのみこと)

## 現地情報
所在地
- 京都府相楽郡精華町大字下狛小字長芝24番地

交通アクセス
- 最寄駅：学研都市線 下狛駅下車後、徒歩約10分
- 最寄駅：近鉄京都線 狛田駅下車後、徒歩約10分

周辺
- 鞍岡山の北端に位置し、鞍岡山遺跡や鞍岡山古墳に囲まれた山頂にある。長い参道の石段が特徴。